# Wydział Technologii Chemicznej Politechniki Poznańskiej
Wydział Technologii Chemicznej Politechniki Poznańskiej – jeden z dziewięciu wydziałów Politechniki Poznańskiej. Jego siedziba znajduje się przy ul. Berdychowo 4 w Poznaniu.

## Struktura
Wydział dzieli się na dwa instytuty. Te z kolei podzielone są na 8 zakładów.
- Instytut Chemii i Elektrochemii Technicznej
  - Zakład Chemii Ogólnej i Analitycznej
  - Zakład Chemii Fizycznej
  - Zakład Elektrochemii Stosowanej
- Instytut Technologii i Inżynierii Chemicznej
  - Zakład Technologii Chemicznej
  - Zakład Inżynierii i Aparatury Chemicznej
  - Zakład Polimerów
  - Zakład Chemii Organicznej
  - Zakład Inżynierii Procesowej

## Kierunki studiów
W roku akademickim 2022/2023 wydział kształci na następujących kierunkach.
Studia stacjonarne I stopnia:
- Technologia chemiczna
- Chemical Technology (studia w języku angielskim)
- Inżynieria chemiczna i procesowa
- Inżynieria farmaceutyczna
- Technologie obiegu zamkniętego

Studia stacjonarne II stopnia:
- Technologia chemiczna (w tym specjalność anglojęzyczna Composites & Nanomaterials)
- Inżynieria chemiczna i procesowa
- Technologie ochrony środowiska

Studia niestacjonarne I i II stopnia:
- Technologia chemiczna

Szkoła doktorska w dziedzinie Nauki chemiczne.

## Władze wydziału[4]
Dziekan: prof. dr hab. inż. Ewa Kaczorek 

Prodziekan do spraw kształcenia: dr hab. inż. Katarzyna Materna, prof. PP

Prodziekan do spraw studenckich: dr hab. inż. Agnieszka Zgoła-Grześkowiak, prof. PP

Prodziekan do spraw nauki: dr hab. inż. Filip Ciesielczyk, prof. PP